# براندون كاليب
براندون كاليب (بالإنجليزية: Brandon Caleb)‏ هو لاعب كرة قدم أمريكية أمريكي، ولد في 30 يوليو 1987 في ريتشموند في الولايات المتحدة.